# Ann Marie Calhoun

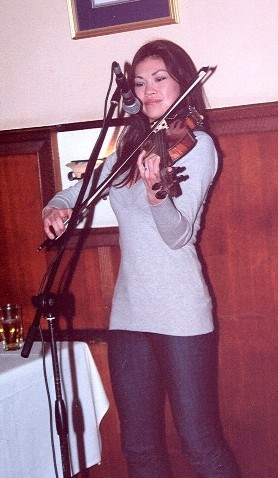

Ann Marie Calhoun (nb Ann Marie Simpson) (1980) é uma violinista estadunidense, conhecida por seus trabalhos junto às bandas Dave Matthews Band, Jethro Tull, Switchfoot, Widespread Panic, SuperHeavy, Yanni, Bon Jovi e com o guitarrista virtuoso Steve Vai.

## Biografia
- Em 2004, ela tocou no cd Stand Up, da banda Dave Matthews Band.
- Em 2006, ela foi convidada para tocar sair em turnê com a banda Jethro Tull.[1]
- Em 2007, ela foi convidada para tocar com Steve Vai,[2] participando dos cds e das turnês Sound Theories e Where the Wild Things Are.
- Em 10 de Fevereiro de 2008, na 50.ª edição do prêmio Grammy, ela ganhou o concurso "My Grammy Moment".[3] Por ser a vencedora, ela tocou ao vivo com a banda Foo Fighters a música "The Pretender".[4]
- Ainda em 2008, ela tocou com as bandas Switchfoot e Widespread Panic.
- Em 2009, ela tocou com Yanni e com Bon Jovi.
- Em 2011, ela tocou com o supergrupo SuperHeavy, gravando com a banda o cd SuperHeavy.[5]
- Em 29/06/2013 participou no Brasil de um show em homenagem ao cantor Renato Russo em Brasília-DF, chamado "Renato Russo Sinfônico".

## Discografia
- Dave Stewart: "The Blackbird Diaries" - 2011
- Incubus: "If Not Now, When" - 2011
- Stevie Nicks: In Your Dreams - 2011
- Damian Marley and Nas: "Distant Relatives" - 2010
- Ringo Starr:  Y Not - 2010
- Robbie Robertson: How To Become Clairvoyant - 2010
- Vusi Mahlasela: "Say Africa" - 2010
- Steve Vai: Where the Wild Things Are - 2009
- Joan Osborne: Little Wild One - 2008
- The Hooters: Both Sides Live (violino e vocais) - 2008
- Dave Stewart: Dave Stewart Songbook, Vol.1 - 2008
- Jethro Tull: The Best of Acoustic Jethro Tull  - 2007
- The Eclectic Bluegrass Collection, Various Artists, fiddle 2006
- Live at the Troubadour, Volume I, Gary Ruley and Mule Train, fiddle. 2005
- Live at the Troubadour, Volume II, Gary Ruley and Mule Train, fiddle. 2005
- Stand Up Dave Matthews Band (violin), RCA, ASIN: B00082ZSP2. 2005
- Pickin' on Wilco: Casino Side, Old School Freight Train, fiddle, 2004.
- Old School Freight Train, Old School Freight Train, fiddle, 2002.
- Gary Ruley and Mule Train, Gary Ruley, fiddle. 2002